# Geoffroy de Charnay
Pour les articles homonymes, voir Charnay.
Ne doit pas être confondu avec Geoffroi de Charny.

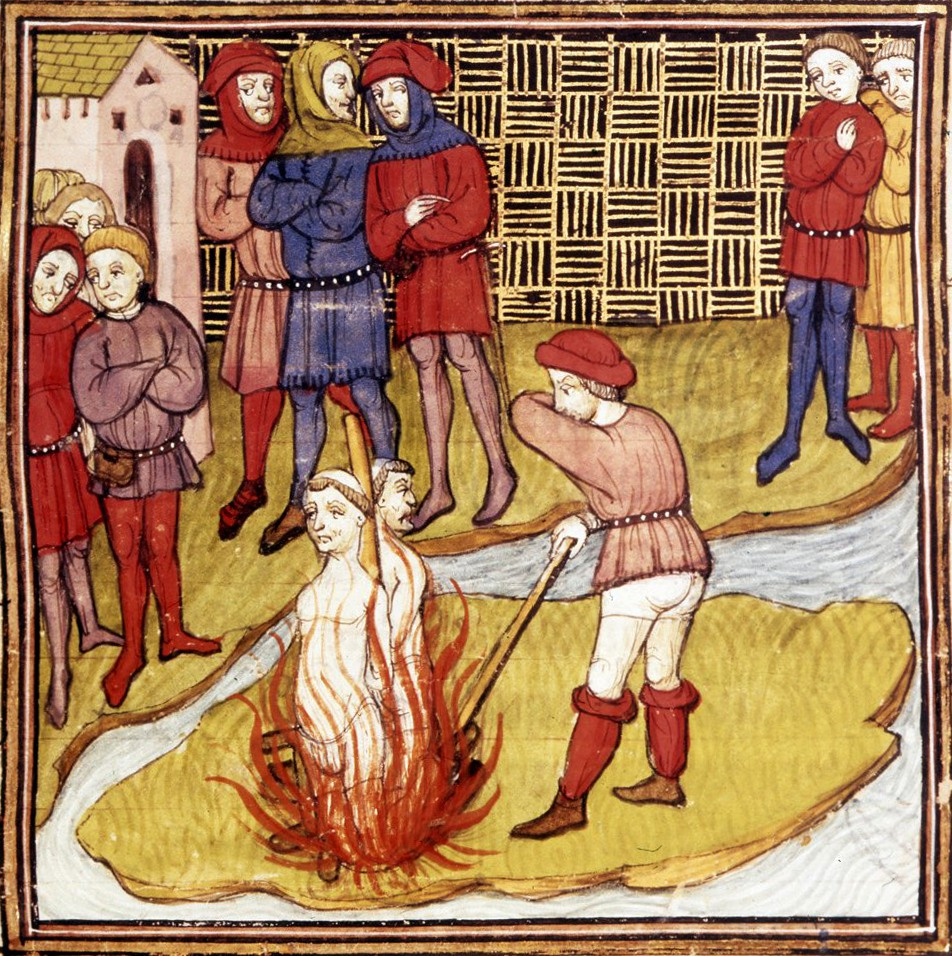
Geoffroy de Charnay et Jacques de Molay sur le bûcher, miniature du Maître de Virgile provenant des Grandes Chroniques de France, vers 1380 (British Library).

Geoffroy de Charnay (v. 1251 - 1314) est le dernier commandeur de l'ordre du Temple pour la baillie de Normandie. Il meurt brûlé vif à Paris, sur l'île aux Juifs, le 18 mars 1314 en compagnie de Jacques de Molay.

## Biographie
Geoffroy de Charnay ((la) Gaufridus de Charneio, peut-être de Charny (Côte-d'Or)) entre dans l'ordre du Temple en 1271 comme simple compagnon de Mathieu Sauvage, commandeur de Sidon. Il est peut-être commandeur du lieu-Dieu du Fresne en 1283, puis de la commanderie de Villemoison en 1294 et de celle de Fretay en 1295. En 1304, il occupe en Orient la fonction de drapier. En 1307, peu de temps avant l'arrestation des templiers, il est nommé commandeur de la baillie de Normandie .
Une quinzaine de jours après son arrestation, le 21 octobre 1307, dans le cadre du procès de l'ordre du Temple, il avoue sous la pression divers faits reprochés à l'ordre, comme le reniement du Christ lors de la cérémonie de réception. Il réitère ses aveux le 25 octobre à Paris devant une assemblée de clercs, accompagné de ceux d'autre haut dignitaires templiers (notamment ceux de Jacques de Molay).
Le 14 mars 1314, lui et ses compagnons sont condamnés au cachot à vie par plusieurs cardinaux envoyés par le Saint-Siège, durant un concile à Paris. Clamant son innocence au côté de Jacques de Molay, il est décidé d'allonger le temps de délibérations. Finalement, tous deux étant jugés comme relaps, sont condamnés au bûcher et sont brûlés vif sur l'île aux Juifs en mars 1314.